# Bahnhof Skive
Der Bahnhof Skive (dänisch Skive Station) ist ein dänischer Bahnhof in der Stadt Skive in Nørrejylland. Der Bahnhof liegt an der Bahnstrecke Langå–Struer. Bis 1972 war Skive ein Eisenbahnknotenpunkt, von dem aus zwei Bahnstrecken nach Salling führten. Während dieser Zeit wurde der Bahnhof als Skive Hovedbanegård (deutsch „Skive Hauptbahnhof“) oder Skive H bezeichnet.
Der heutige dritte Bahnhof der Stadt wurde am 2. Februar 1962 in Verbindung mit großen Streckenumbauten in der Umgebung von Skive in Betrieb genommen.

## Geschichte

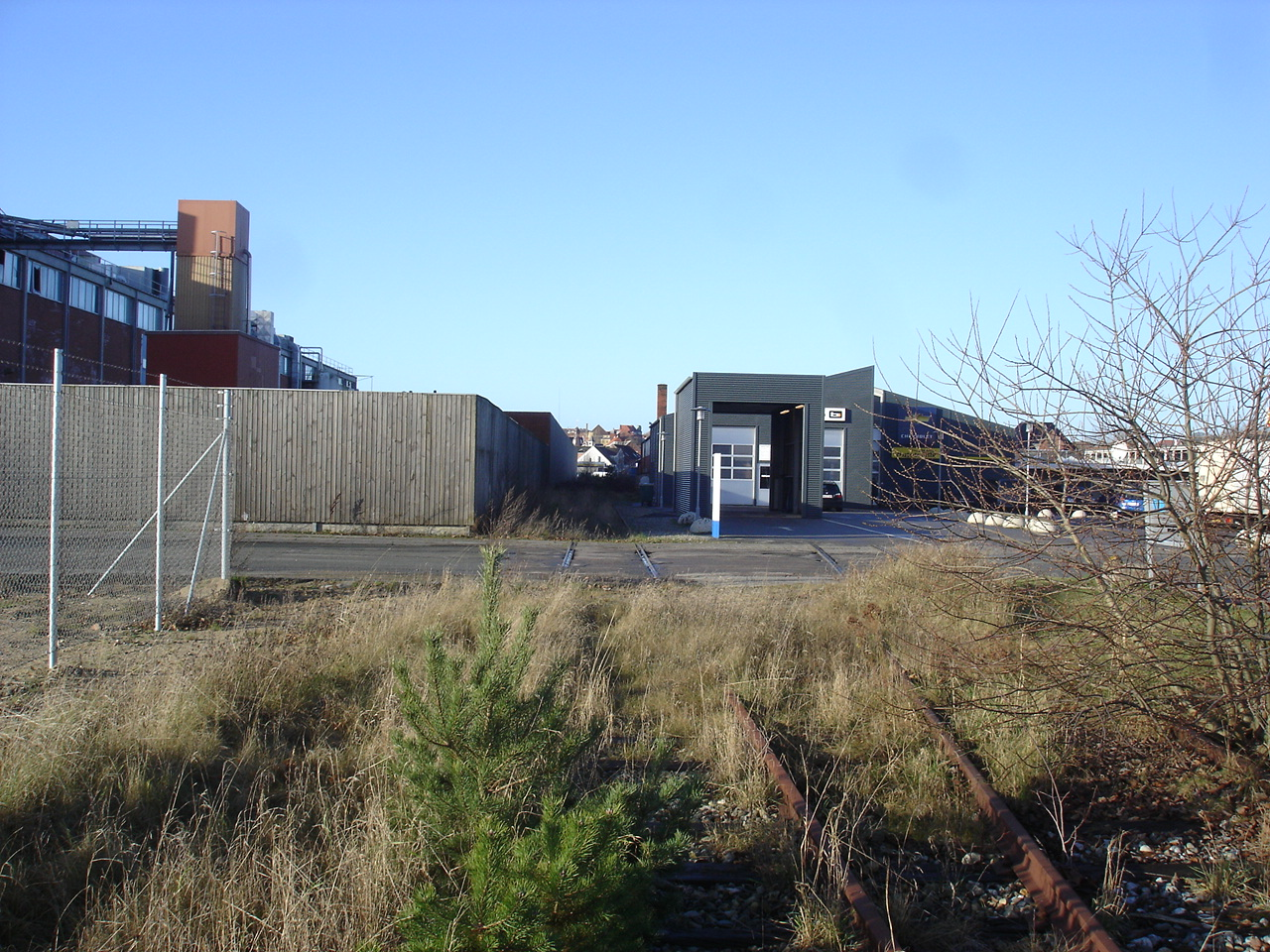
Zwischen dem Færøvej und dem Engvej lag Skives erster Bahnhof von 1864

### Erster Bahnhof
Der Bahnhof Skive (Lage) der Stadt wurde als Kopfbahnhof und Endstation der am 17. Oktober 1864 eröffneten Teilstrecke Viborg–Skive der Bahnstrecke Langå–Struer errichtet. Der Bahnhof lag östlich der Stadt. Damit wurden umfangreiche Bauarbeiten vermieden. Auf eine Brücke über den Karup Å konnte verzichtet werden.
Als die Strecke im November 1865 nach Struer erweitert wurde, konnte diese nicht durch den vorhandenen Bahnhof verlängert werden. So mussten die Züge nach Struer zur Betriebsstelle Skive sporskifte Richtung Viborg zurückgeschoben werden und konnten erst nach Passieren der Weichenverbindung weiter nach Struer fahren. Dafür musste eine Brücke über den Karup Å gebaut werden, jedoch an einer passenderen Stelle bei Lundbro.
Kurze Zeit später wurde der Bahnhof erweitert und eine weitere Brücke über den Karup Å gebaut, denn ab dem 18. Dezember 1870 führte die Hafenbahn (dänisch Skive Havnebane oder Skive Hestebane) zum Hafen. Sie wurde in den ersten Betriebsjahren mit Pferden betrieben.
Am 15. Mai 1884 wurde die Sallingbane von Skive nach Glyngøre eröffnet. 500 Meter nordwestlich des Bahnhofs erhielt diese Strecke einen eigenen Haltepunkt Skive Holdeplads, der näher am Stadtzentrum lag. Während der 1890er Jahre nutzte rund ein Drittel der Reisenden nach Skive diesen Haltepunkt.

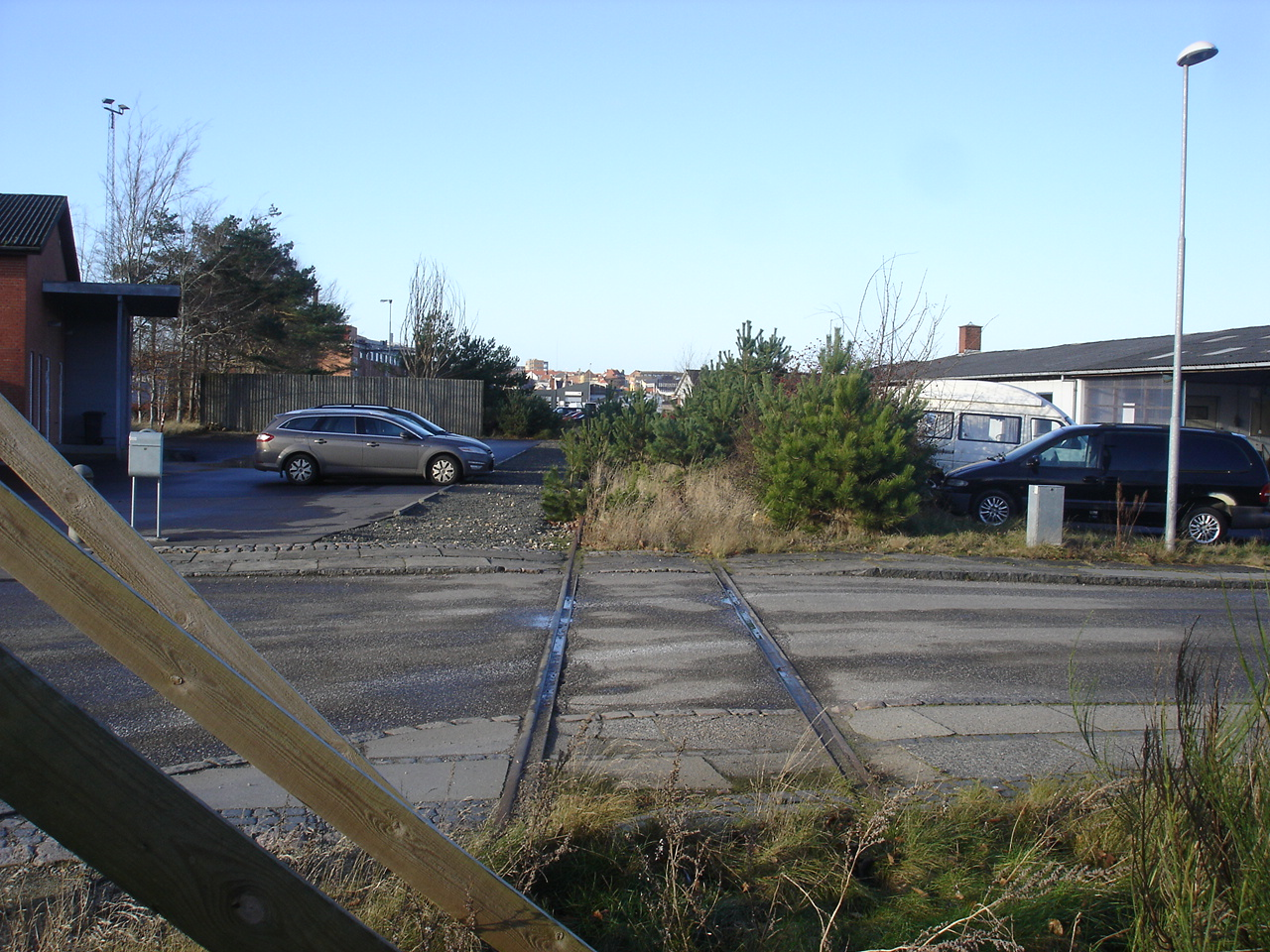
Der zweite Bahnhof lag ab 1888 Richtung Osten am Østre Fælled Vej

Das alte Gebäude wurde während des Ersten Weltkrieges abgerissen. Am 11. Dezember 1924 eröffnete die private Vestsallingbane ihre Bahnstrecke Skive–Spøttrup. Sie benutze den noch vorhandenen Bahnsteig des ehemaligen Bahnhofes.

### Zweiter Bahnhof
Die allgemeine Zunahme des Verkehrs einschließlich der Sallingbane führte dazu, dass der ursprüngliche Bahnhof war zu klein war und erweitert werden musste. Am 28. September 1888 wurde der zweite Bahnhof (Lage) in Betrieb genommen. Das Bahnhofsgebäude lag 300 Meter östlich des ersten Bahnhofes.
Ab dem 1. Mai 1992 wurde der bis dahin von den Danske Statsbaner benutzte Skive holdeplads in einen Bahnhof mit dem Namen Skive Nord umgewandelt. Bis zu diesem Zeitpunkt war eine Verwechslung des Holdepladsen mit dem Bahnhof nicht möglich. Nunmehr bestanden in der Stadt zwei Bahnhöfe. Deshalb wurde ab dem 22. Mai 1927 der bisherige Bahnhof Skive station als Skive hovedbanegård (deutsch „Hauptbahnhof“) mit der Kurzform Skive H bezeichnet.

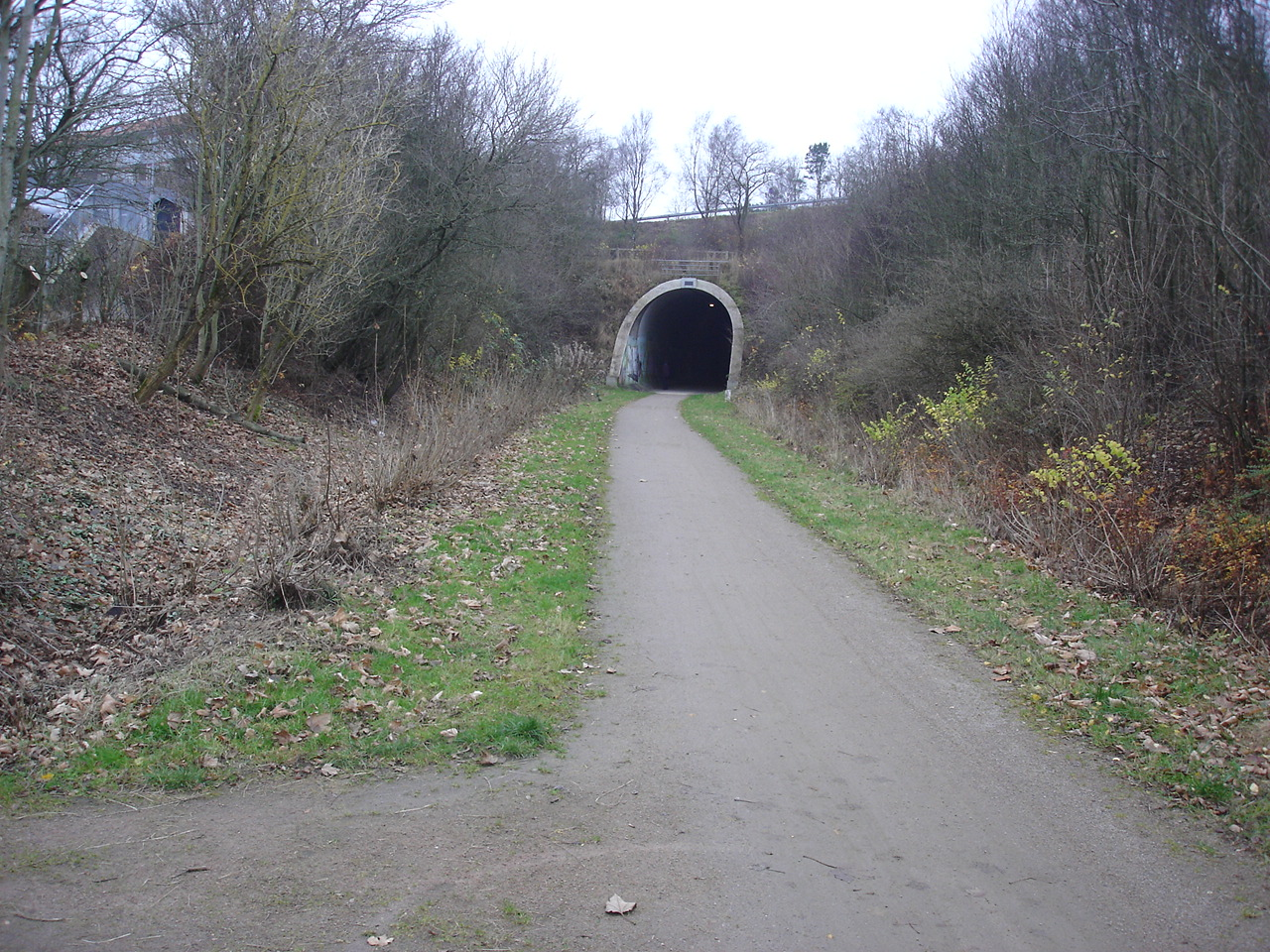
Der Eisenbahntunnel unter dem Holstebrovej

Der Bahnhof wurde nur wenige Monate nach der Inbetriebnahme des dritten Bahnhofes 1962 abgerissen.

### Dritter Bahnhof
Fast einhundert Jahre behielt Skive seinen Kopfbahnhof. Erst am 2. Februar 1962 wurde der Durchgangsbahnhof als dritter Bahnhof der Stadt eröffnet. Bei den Bauarbeiten wurde die Strecke Langå–Struer auf vier Kilometer Länge vollständig umgebaut.
Die beiden Sallingbahnen, die von Skive Nord im Osten um die Stadt herumführten, wurden ebenfalls in den neuen Bahnhof eingefädelt. Die neue Streckenführung im Westen der Stadt war einen Kilometer länger. Bereits in den 1940er Jahren war die Linienführung endgültig festgelegt worden, jedoch erst 1952 begannen die Bauarbeiten auf dem nördlichen Abschnitt. Der Viadukt unter dem Vindevej wurde 1954 erbaut, danach ruhten die Arbeiten an diesem Projekt wieder. Zwischen 1958 und 1960 wurde der 132 m lange Tunnel unter dem Holstebrovej errichtet und im Sommer 1961 wurden die Gleise verlegt.
Die beiden Strecken der Sallingbahnen hatten sich dahin im Bahnhof Skive Nord geteilt. Mit der neuen Streckenführung wurde ein neuer Haltepunkt Skive Nord, drei Kilometer nach dem Bahnhof Skive, eingerichtet, wo sich ab diesem Zeitpunkt die Strecken trennten, so dass in Skive nur noch ein Bahnhof existierte.
Der neue Bahnhof wurde mit vier Bahnsteiggleisen angelegt. Drei davon nutzten die DSB für die Strecken zwischen Langå und Struer sowie für die Nebenstrecke von Skive nach Glyngøre, Das vierte Gleis war der privaten Vestsallingbane Skive–Rødding vorbehalten.
Am 31. März 1966 wurde die Vestsallingbane stillgelegt, am 23. Mai 1971 folgte die Einstellung des Personenverkehrs auf der Sallingbane. Mit dem Fahrplanwechsel am 28. Mai 1972 verschwand der Zusatz Hovedbanegård, es erfolgte zudem ein Rückbau der Bahnanlagen auf zwei Bahnsteiggleise.

### Skive Havnebane

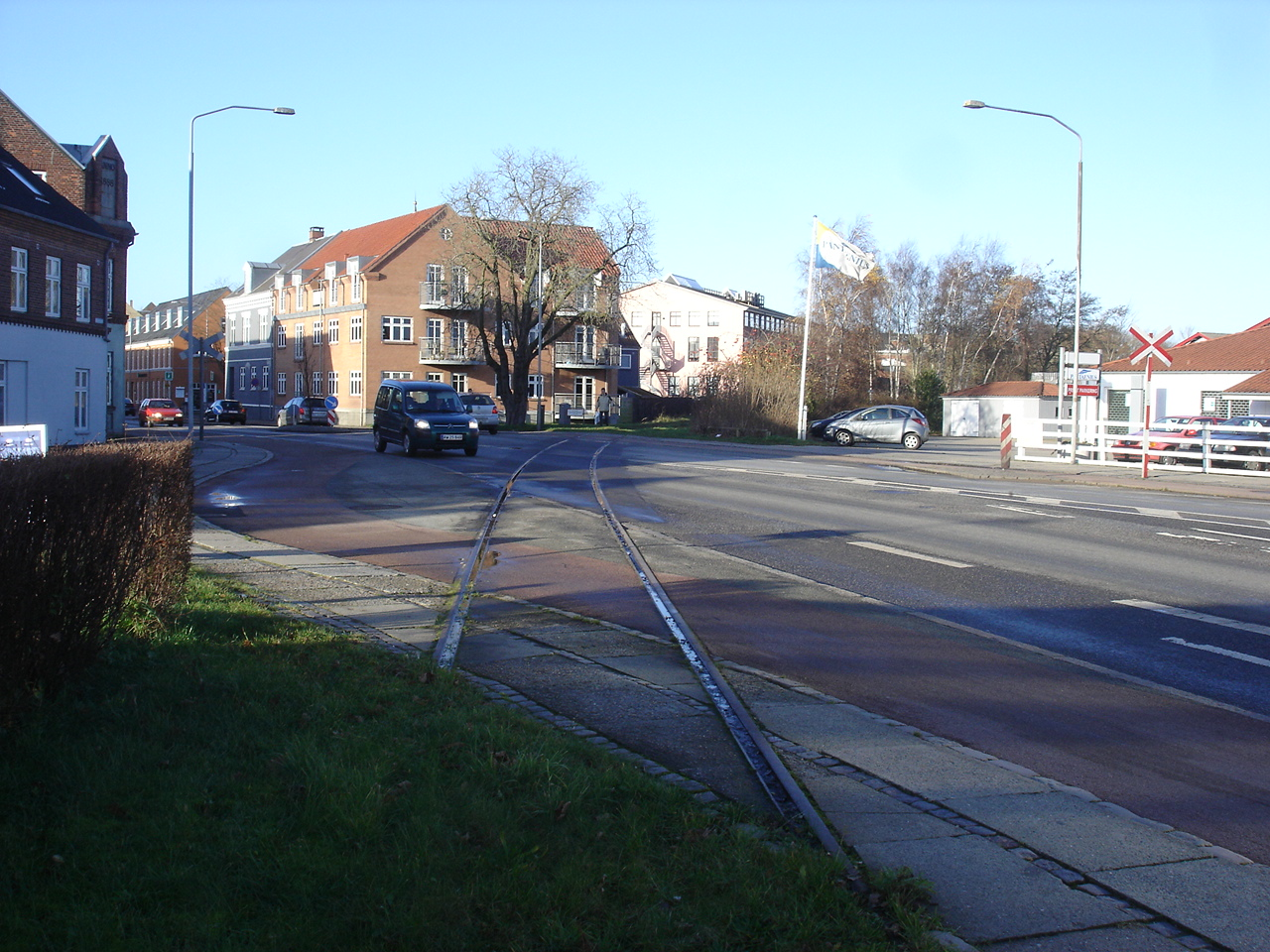
Hafenbahn am Viborgvej

Nach den Umbaumaßnahmen 1962 wurde die alte Strecke durch den ehemaligen Kopfbahnhof ein Teil der am 18. Dezember 1870 eröffneten Hafenbahn. Diese ist nicht mehr in Betrieb, die Schienen sind noch vorhanden.